# Rhinella gallardoi
Rhinella gallardoi és una espècie de gripau de la família dels bufònids. És endèmic del nord-oest de l'Argentina, on viu a altituds d'entre 1.000 i 2.800 msnm. Els seus hàbitats naturals són els boscos i herbassars montans. Està amenaçat per la tala d'arbres, la introducció de peixos depredadors i l'alteració dels règims hidrològics. Fou anomenat en honor de l'herpetòleg argentí José María Alfonso Félix Gallardo.